# Smírčí kříž na Čankovském vrchu
Smírčí kříž na Čankovském vrchu se nalézá v katastrálním území Nivy v okrese Karlovy Vary. V roce 1998 byl Ministerstvem kultury České republiky prohlášen kulturní památkou ČR.

## Historie
Středověký smírčí kříž původně byl vztyčen na okraji louky na rozcestí u silnice na Karlovy Vary jižně od obce Sedlec. Pravděpodobně ve třicátých letech 20. století byl přemístěn na nové místo nedaleko rozcestí lesních cest od osady Kocourek k Mezipolí v hřebenové partii v katastrálním území Nivy vzdálené od Kocourku asi 1,5 km.

## Popis
Volně stojící smírčí kříž je vytesán z monobloku hrubozrnné žuly do podoby pravidelného latinského kříže bez nápisů a reliéfů. U paty kříže jsou vyskládány kameny k zajištění jeho stability. V temeni hlavy kříže je vysekaná jamka (8 × 5,5 × 3 cm), kde snad v 19. století byl osazený litinový kříž. Výška kříže se udává v rozmezí 0,90–0,98 m, šířka v rozmezí 0,57–0,60 m a tloušťka v rozmezí 0,25–0,26 m.